# ミー・アンド・ミセス・ジョーンズ
「ミー・アンド・ミセス・ジョーンズ」（Me and Mrs. Jones）は、1970年代のソウルミュージックを代表する曲の1つ。ビリー・ポールのアルバム『360 Degrees Of Billy Paul』（1972年）からシングルカットされ、200万枚の売上げを記録した。ビルボードのシングルチャートでは3週連続1位。曲はギャンブル&ハフの作曲で、作詞家はケイリー・ギルバート。ストリングスアレンジはボビーマーティン。
詞の内容は、他に家庭を持つ男女の間の道ならぬ恋（不倫）である。

## カヴァー
- トップ・オブ・ザ・ポップス（1973年）
- ジョー・ホワイト（1973年）
- バーバラ・メイソン（1973年）
- ヒルトネアーズ（1973年）
- ジョニー・マティス（1973年）
- ロイ・メリウェザー・トリオ（1973年）
- ジーン・ラッセル（1973年）
- ロニー・フォスター（1973年）
- カラベリ（1973年）
- ペドラーズ（1974年）
- モンク・モンゴメリー（1974年）
- ドラマティックス（1975年）
- マルク・アロ（1975年）
- ハッジ・アレハンドロ（1977年）
- サン・シティ・ガールズ（1985年）
- サラ・ジェーン・モリス（1988年）
- ダリル・ホール&ジョン・オーツ（1995年）
- エイミー・スチュワート（1995年）
- ル・ヴァルドン（1995年）
- エド・カル（1996年）
- ピエール・デュモン（1998年）
- BBバンド（1999年）
- アイリーン・リード（2000年）
- ピーター・コックス（2003年）
- ステファン・グヴィルディス（2003年）
- ニック・ザ・ナイトフライ&ザ・モンテ・カルロ・ナイツ・オーケストラ（2004年）
- ジョージ・ハフ（2004年）
- デイブ・クラウド（2004年）
- ジャッキー・ネイラー（2004年）
- ジョーン・クロウ（2005年）
- サンドリーヌ（2005年）
- アンディー・エイブラハム（2006年）
- マイケル・ブーブレ（2007年）
- ダニー・グラント（2007年）
- サイーシャ・マーカード（2008年）
- ラッセル・ワトソン（2008年）
- タワー・オブ・パワー（2009年）
- ナジャ（2009年）
- サー・チャールズ・ジョーンズ（2009年）
- ラ・ファム・ヴェルトゥ（2010年）
- フレンドン・フェロー（2010年）
- ジュリアン（2010年）
- デイビッド・シャノン（2011年）
- モニケ・ケソウス（2012年）
- マックス・ムツケ（2012年）
- スティグ・ロッセン（2012年）
- エトワ・ジャズ・ソサエティ（2012年）
- ハロルド・サンディテン（2014年）
- ザ・スリー・ディグリーズ（2016年）
- ジェニファー・サラン（2017年）
- トミー・ブレイズ（2017年）[2]